# Setra S 228 DT
Setra S 228 DT (type 139) var en dobbeltdækkerturistbus bygget af Setra mellem marts 1982 og juni 1996.
Modellen var Setras første dobbeltdækkerbus.
Højden på den øverste etage var 1,68 m, og i den nederste etage 1,80 m.
Efterfølgeren hedder S 328 DT.
- Setra S 228 DT, efter facelift

## Motorer
Motoren var en V8-dieselmotor med et slagvolume på 14.618 cm³, leveret af Mercedes-Benz.
| Motortype | Maksimal effekt kW (hk) / omdr. |
| --------- | ------------------------------- |
| OM 442 A  | 260 (354) / 2100                |
| OM 442 LA | 353 (480) / 2100                |